# بحران اجتماعی
بحران اجتماعی بحرانی است که در آن ساختارهای اساسی یک جامعه دچار وقفه یا افول شدید می‌شود.

## مرور کلی
یک بحران اجتماعی می‌تواند ناگهانی و فوری باشد، یا می‌تواند نوعی نابرابری فاحش اجتماعی باشد که ممکن است دهه‌ها طول بکشد تا ایجاد شود، یا می‌تواند سطح وسیعی از سناریوها یا موقعیت‌هایی باشد که جایی بین آن حالت‌های مفهومی قرار می‌گیرند. که می‌تواند شامل موارد زیر باشد.
- یک بحران سیاسی مانند کودتا، یا ناآرامی مدنی، به دلیل بی‌نظمی سیاسی–اجتماعی، درگیری نظامی، اعتراضات مردمی، یا اختلال در عملکرد هر بخش از بدنه مرکزی حکومت است.
- یک بحران اقتصادی می‌تواند از یک بحران مالی احتمالی، بحران ارزی، شکست یا اختلالات عمده در سیستم اقتصادی یا هر شوک اقتصادی ایجاد شود.
- یک تحول بزرگ به دلیل یک بلای طبیعی، که می‌تواند شامل آب‌وهوای غیرعادی، یا بیماری‌های همه‌گیر، خشکسالی، قحطی، یا سایر رویدادهای مرتبط با جهان طبیعی باشد.

بحران اجتماعی می‌تواند شامل ترکیبی از یک یا همه این عوامل باشد.